# Сутки
Су́тки — единица измерения времени, приблизительно равная периоду обращения Земли вокруг своей оси.
Обычно под «сутками» подразумевают астрономическое понятие «солнечные сутки». В обиходе сутки часто называют «днём».
Сутки делятся на 24 часа (1440 минут, или 86 400 секунд) и условно делятся на 4 характерных интервала: утро, день, вечер, ночь.
Календарные сутки составляют недели, месяцы.

## Сутки в астрономии
Продолжительность суток на планете зависит от угловой скорости её собственного вращения. В астрономии различают несколько типов суток, в зависимости от системы отсчёта. Если в качестве точки отсчёта вращения выбрать далёкую звезду, то, в отличие от центрального светила планетной системы, такие сутки будут иметь иную продолжительность. Например, на Земле различают средние солнечные сутки (24 часа) и звёздные, или сидерические сутки (приблизительно 23 часа 56 минут 4 секунды). Они не равны друг другу, потому что, из-за орбитального движения Земли вокруг Солнца, для наблюдателя, находящегося на поверхности Земли, Солнце смещается на фоне далёких звёзд.
Средние солнечные сутки привязаны к фиктивному «среднему Солнцу» — равномерно движущейся по небесному экватору точке, совершающей один оборот за один год. Средние сутки получаются делением продолжительности тропического года (366,2422 звёздных суток) на 365,2422 равных частей. Они же, в свою очередь, делятся на 24 часа, час — на 60 минут и минута — на 60 секунд.
Истинными солнечными сутками называют промежуток времени между двумя верхними кульминациями (последовательными прохождениями центра Солнца через южную часть меридиана (для северного полушария); иначе говоря, время между двумя истинными полуднями); за начало этих суток принимается момент прохождения центра Солнца через южную часть меридиана; часовой угол центра Солнца называется истинным временем (см. Уравнение времени). Истинные солнечные сутки длиннее звёздных суток и продолжительность их изменяется в течение года, что происходит от наклона эклиптики к плоскости экватора и от неравномерного движения Земли вокруг Солнца.

## Международная система единиц (СИ)
Единица измерения времени сутки (русское обозначение: сут; международное: d) относится к числу внесистемных единиц измерения и в СИ не входит. Однако в Российской Федерации она допущена к применению без ограничения срока действия с областью применения «все области». В этом случае 1 сутки принимаются равными точно 86 400 секунд. В СИ секунда определяется как 9 192 631 770 периодов излучения, соответствующего переходу между двумя сверхтонкими уровнями основного состояния атома цезия-133. Соответственно, определением суток в СИ может считаться 794 243 384 928 000 таких периодов.
В астрономии сутки, определённые через секунду СИ, называются юлианскими сутками.
В средних солнечных сутках содержится не целое количество секунд (например, их длительность на эпоху 2000,0 равнялась 86400,002 с), причём длительность средних солнечных суток также непостоянна из-за векового изменения угловой скорости вращения Земли (см. #Изменение продолжительности суток).

## Культурные границы суток
Человек, со своими культурными традициями и научными знаниями, сформировал представления о времени начала суток и разделении их на характерные периоды.
Древний человек ориентировался по счёту времени на день, либо ночь. Самое раннее упоминание суток как соединённых вместе дня и ночи встречается у Гомера, при этом сутки в его произведениях начинались с рассвета. В Древней Руси до XIII века «сутки» как единицу счёта времени не использовали. Древнерусские летописцы считали время днями от рассвета до рассвета.
Еврейские сутки начинаются с заходом солнца. Христианская Церковь и средневековая Европа следовала этой традиции, известной на Западе как «флорентийский счёт», — согласно этой системе выражение «два часа суток» означало «спустя два часа после захода солнца». Такие особые даты как Сочельник, Хэллоуин, которые отмечаются с началом вечера, являются остатками старых обычаев, когда религиозные праздники начинались с вечера предыдущей даты.
В исламе сутки считаются от захода солнца до захода, то есть полное исчезновение солнца на горизонте обозначает начало нового дня, вне зависимости от зарева.
В Древнем Египте сутки считались от восхода до восхода солнца. Также ночное время считается продолжением предыдущего дня, в частности, в современных РФ и США, например, выражения «ночь пятницы» и «ночь на субботу» в русском языке будут равнозначными. Ночные программы телепередач включают в расписание предыдущего дня, зато программирование видеомагнитофонов для записи требовало от пользователя придерживаться строгого правила начала новых гражданских суток в 00:00. В ночное время такие выражения как «сегодня», «вчера» и «завтра» становятся неоднозначными.

### Международные соглашения о начале суток
Существующее современное соглашение для гражданских суток, устанавливает их начало в 00:00 часов полуночи (включительно), и их окончание через полные 24 часа, до 24:00 (не включительно). До 1925 года, наряду с гражданскими сутками, существовали астрономические сутки, которые начинались в полдень. Кроме того, в мореплавании, вплоть до XIX века, использовались навигационные, или морские (англ. nautical), сутки, которые тоже начинались в полдень, как и астрономические, но были сдвинуты на 1 день. Соглашение о начале суток в полдень в астрономии до сих пор действует при исчислении юлианской даты.
Всемирная метеорологическая организация использует понятие «метеорологические сутки». С целью координации деятельности национальных метеорологических служб установлено время начала метеорологических суток по UTC для разных часовых поясов:
- 0 часов: 19—24 часовые пояса;
- 6 часов: 13—18 часовые пояса;
- 12 часов: 7—12 часовые пояса;
- 18 часов: 1—6 часовые пояса.

Таким образом, например, в странах Европы метеорологические сутки начинаются в 18:00 (UTC) — в это время подводятся итоги суток, вычисляются средние и экстремальные значения температуры воздуха и других метеопараметров. Если 1-й часовой пояс в представленном списке — это пояс UTC+1, то получаем, что метеорологические сутки в конкретном месте могут начинаться в интервале от 19:00 до 24:00 по официальному местному времени. В России применяется время нескольких часовых поясов, поэтому для каждого региона установлена своя граница метеорологических суток (по времени UTC).

### Особые соглашения, связанные с сутками
Срок действия вре́менных пропусков может закончиться в полночь. Однако, если сменное расписание поставщика услуг (общественный транспорт) охватывает, например, промежуток от 6:00 дня до 1:00 ночи следующих суток (который также может быть отмечен как 25:00), то последний час можно законно рассматривать как часть предыдущего дня. К примеру, срок действия месячных проездных билетов в городском автобусе (или троллейбусе) в России при наступлении 1-го числа следующего месяца не истекает до конца рабочей смены персонала общественного транспорта, если её начало выпало на предыдущие сутки. Для «Nederlandse Spoorwegen» (голландские железные дороги) суточный билет действителен 28 часов, с 0:00 до 28:00 (то есть, 4:00 следующих суток). Срок действия пропускных билетов «London Regional Transport» (лондонского общественного транспорта) истекает в 4:30 следующего дня после даты их активации.

## Деление суток
Число частей, на которые делились сутки, или отдельно ночь и день зависело от степени развития данного народа и увеличивалось постепенно с развитием человечества. Большая часть народов Нового Света делила сутки только на четыре части, соответствующие восходу солнца, высшей точке дневного пути его, заходу солнца и, наконец, середине ночи. По свидетельству путешественника Горребоу, описавшего Исландию в середине XVIII столетия, исландцы делили день на 10 частей. Арабы различали только восход солнца, подъём и опускание его, заход солнца, сумерки, ночь, первый крик петуха и рассвет. Однако у некоторых, в прошлом нецивилизованных народов, можно было найти сравнительно точное разделение дня, как, например, у туземцев островов Общества, которые во времена Кука имели разделение суток на 18 частей, длина которых была однако неодинакова; наиболее короткие промежутки времени соответствовали утру и вечеру, наиболее длинные — полуночи и полудню.
В русском языке, кроме четырёх основных слов для обозначения суточных временных отрезков (у́тро, день, ве́чер и ночь), существуют дополнительные условные определения: за́темно, рассве́т или заря́, восхо́д, по́лдень, пополу́дни, за́светло, зака́т, су́мерки, по́лночь, пополу́ночи.

### Деление на 24 основные части
В современных системах времяисчисления общепринято деление суток на 24 часа равной продолжительности.
Впервые подобное (но с разной длиной часа) разделение суток встречается в Древнем Египте около 2100 года до н. э., эту систему для ориентации во времени применяли египетские жрецы. В этих сутках 24 часа включали в себя: один час утренних сумерек, десять дневных часов, один час вечерних сумерек и двенадцать ночных часов. Около 1300 года до н. э. суточный счёт времени был реформирован: светлое и тёмное время суток разделили по 12 частей соответственно, в результате чего продолжительность «дневного» и «ночного» часа менялась в зависимости от сезона.
В Вавилоне также существовало деление дня и ночи по 12 часов. Согласно «Истории» (II, 109) Геродота, от вавилонян эту систему переняли греки, позднее, вероятно от египтян или греков, усвоили римляне. К примеру, зимой продолжительность «дневного часа» в Риме составляла около 45 минут.
В Древнем Риме дневные часы объединялись в четыре равных временных отрезка, также ночные часы объединялись в четыре «стражи» (сроки несения караула), по три часа каждая: две стражи до полуночи, и две — после.
В средневековой Европе суточное время делилось по церковным службам, начало и продолжительность которых отсчитывались согласно древнеримскому суточному исчислению (см. Литургия часов).
В Новгородской республике светлое время суток (день) также делилось на 12 часов. Вероятно (на основании известия о смерти митрополита Филиппа I), что так было и в Москве XV века. В XVI—XVII веках применялся суточный счёт одинаковых по продолжительности часов, но в зависимости от времени года количество «дневных» и «ночных» часов изменялось от 7 до 17, при этом на Кремлёвских часах двигался циферблат, а единственная часовая стрелка была неподвижной. По этому расписанию отправлялись церковные службы, но оно было отменено синодом в 1722 году с заменой прежних часов общеевропейскими, причём началом суток сделалась полночь, а не утро, как было прежде.
| Период                                        | Число дневных часов | Начало первого часа дня по современному исчислению | Число ночных часов | Начало первого часа ночи по современному исчислению |
| --------------------------------------------- | ------------------- | -------------------------------------------------- | ------------------ | --------------------------------------------------- |
| 27 ноября — 1 января                          | 7                   | 8:30                                               | 17                 | 15:30                                               |
| 2—16 января; 11—26 ноября                     | 8                   | 7:21                                               | 16                 | 15:21                                               |
| 17 января — 1 февраля; 26 октября — 10 ноября | 9                   | 7:30                                               | 15                 | 16:30                                               |
| 2—17 февраля; 10—25 октября                   | 10                  | 6:21                                               | 14                 | 16:21                                               |
| 18 февраля — 5 марта; 24 сентября — 9 октября | 11                  | 6:30                                               | 13                 | 17:30                                               |
| 6—20 марта; 8—23 сентября                     | 12                  | 5:21                                               | 12                 | 17:21                                               |
| 21 марта — 5 апреля; 23 августа — 7 сентября  | 13                  | 5:30                                               | 11                 | 18:30                                               |
| 6—22 апреля; 7—22 августа                     | 14                  | 4:21                                               | 10                 | 18:21                                               |
| 23 апреля — 8 мая; 23 июля — 6 августа        | 15                  | 4:30                                               | 9                  | 19:30                                               |
| 9—24 мая; 6—22 июля                           | 16                  | 3:21                                               | 8                  | 19:21                                               |
| 25 мая — 5 июля                               | 17                  | 3:30                                               | 7                  | 20:30                                               |

### Деление на 12 основных частей
В Китае со времени правления династии Хань (206 до н. э. — 220 н. э.) берёт начало традиция деления суток на равные 12 частей по числу двенадцати астрологических животных. Эта традиция, впоследствии, распространилась также в Японии, Корее и Вьетнаме. Каждому астрологическому животному отводилось время, которое условно называли «часом», например: «Час Крысы» (полночное время) или «Час Лошади» (полуденное время):
| Время суток | Название     | Значение названия |
| ----------- | ------------ | --- |
| 23:00—01:00 | Час Крысы    | Время, когда крысы наиболее активны в поисках пищи. Крысы также имеют разное количество пальцев на передних и задних лапах, благодаря чему эти грызуны стали символом «разворота», «нового начала». |
| 01:00—03:00 | Час Быка     | Время, когда волы начинают пережёвывать жвачку, медленно и с удовольствием. |
| 03:00—05:00 | Час Тигра    | Время, когда тигры наиболее свирепы, рыская в поисках добычи. |
| 05:00—07:00 | Час Кролика  | Время, когда сказочный Нефритовый Кролик на Луне приготовляет растительные эликсиры для помощи людям.                                                                                               |
| 07:00—09:00 | Час Дракона  | Время, когда драконы парят в небе, чтобы пошёл дождь. |
| 09:00—11:00 | Час Змеи     | Время, когда змеи покидают свои убежища. |
| 11:00—13:00 | Час Лошади   | Время, когда солнце стоит высоко в зените, и тогда как другие животные ложатся для отдыха, лошади все ещё на ногах.                                                                                 |
| 13:00—15:00 | Час Овцы     | Время, когда овцы и козы едят траву и часто мочатся. |
| 15:00—17:00 | Час Обезьяны | Время активной жизнедеятельности обезьян |
| 17:00—19:00 | Час Петуха   | Время, когда петухи начинают собираться в свои сообщества. |
| 19:00—21:00 | Час Собаки   | Время собакам выполнять свои обязанности по охране зданий. |
| 21:00—23:00 | Час Свиньи   | Время, когда безмятежно спят свиньи. |

### Деление на 30 основных частей
Древняя традиция Индии деления суток на части отражена в «Атхарва-веде». Согласно ей, светлая половина суток (день) делилась на пять временных периодов: «удьян Сурья» (солнечный восход), «самгава» (сбор коров), «мадхьям-дина» (полдень), «апарахна» (послеполуденное время), «астам-ян» (закат). Сутки в ведийской литературе в свою очередь разбивались на равные отрезки времени, но не на 24 часа, а на 30 «мухурта» (по современному исчислению 1 мухурта = 48 минут). Одна «мухурта» содержала 15 «кшипра» (1 кшипра = 3 минуты 12 секунд), одна «кшипра» состояла из 15 «этархи» (1 этархи = 12,8 секунды), одна «этархи» включала 15 «идани» (1 идани = 0,85 секунды).

### Деление на 22 основные части
Календарь древней цивилизации майя содержал также оригинальную систему для суточного времяисчисления. Подобно древним египтянам в «Старом Свете», майя разделяли сутки на дневные и ночные часы разной продолжительности (в сумме — 22 части), но, в отличие от египетской системы, день у майя состоял не из 12 часов, а из тринадцати, а количество ночных часов составляло девять.

### Деление на 10 основных частей
Во время Великой французской революции 5 октября 1793 года было введено десятичное время. Сутки от полуночи до полуночи делились на 10 десятичных часов, час на 100 десятичных минут, а минута на 100 десятичных секунд. Таким образом, полночь приходилась на 0:00:00, полдень — на 5:00:00 и т. п. В отличие от республиканского календаря, эта система измерения времени не получила достаточного распространения и была официально отменена в 1795 году. Тем не менее продолжает использоваться и сейчас: в некоторых специальных случаях, когда это удобно, а также последователями-оригиналами.

## Изменение продолжительности суток
В связи с притяжением Луны, видимым проявлением которого являются приливы, скорость вращения Земли постепенно уменьшается. За столетие продолжительность земных суток увеличивается приблизительно на 2 миллисекунды.
Изменение длины дня в течение геологического времени было проверено подсчётом кольцевых линий у ископаемых кораллов. Кораллы откладывают на своём внешнем скелете в виде колец карбонат кальция. Цикличность отложения колец связана как с дневным освещением, так и с периодичными сезонными изменениями. В 1963 году американский палеонтолог Джон Уэллс (1907—1994) доказал, что по кольцевым образованиям на эпитеке кораллов можно определить количество дней в году той эпохи, когда эти кораллы жили. Учитывая изменение продолжительности года и экстраполируя назад во времени замедление скорости вращения Земли из-за влияния Луны, можно также определить продолжительность суток в тот или иной геологический период:411—412:
| Время                | Геологический период | Длина суток, ч |
| -------------------- | -------------------- | -------------- |
| Современность        | Четвертичный         | 24             |
| 46 млн лет назад     | Эоцен                | 23,7           |
| 72 млн лет назад     | Мел                  | 23,5           |
| 200 млн лет назад    | Триас                | 22,7           |
| 340 млн лет назад    | Карбон               | 21,8           |
| 380 млн лет назад    | Девон                | 21,6           |
| 510 млн лет назад    | Кембрий              | 20,8           |
| 1 — 2 млрд лет назад | Скучный миллиард     | ~19            |

Чтобы узнать продолжительность суток до эпохи возникновения кораллов, учёным пришлось прибегнуть к помощи синезелёных водорослей. С 1998 года китайские исследователи из Тяньцзиньского института геологии и минеральных ресурсов проанализировали более 500 ископаемых строматолитов возрастом 1,3 миллиарда лет, росших некогда возле экватора и погребённых на горах Яньшань. Синезелёные водоросли реагируют на смену светлого и тёмного времени суток направлением своего роста и глубиной цвета — днём они окрашены в светлые тона и растут вертикально, ночью имеют тёмную окраску и растут горизонтально. По внешнему виду данных организмов, учитывая скорость их роста и накопленные научные данные по геологии и климатологии, оказалось возможным определить годовой, месячный и ежедневный ритмы роста синезелёных водорослей. Согласно полученным результатам (2003) учёными был сделан вывод, что 1,3 миллиарда лет назад (в эктазийский период докембрия) земные сутки длились около 15,5 часов (14,91—16,05 ч). Существуют и противники этой оценки, указывающие что данные исследований древних приливных отложений, тайдалитов, противоречат ей.
Вскоре после формирования Земли, около 4,5 млрд лет назад, продолжительность земных суток составляла около 6 часов и с тех пор в связи с притяжением Луны неуклонно увеличивается. Весьма вероятно, что замедление вращения Земли сыграло важную роль в эволюции биосферы, поскольку увеличение длительности светового дня позволило цианобактериям вырабатывать больше кислорода.
Кроме изменения скорости вращения Земли на длительном промежутке времени (и вытекающим отсюда изменением длительности суток), изо дня в день происходят незначительные изменения скорости вращения планеты, связанные с распределением масс, например, из-за уменьшения объёма мирового океана или атмосферы от колебаний их средней температуры. При охлаждении мирового океана или атмосферы Земля вращается быстрее (и наоборот), так как в результате действует закон сохранения момента импульса. Также изменение средней продолжительности суток могут вызывать геологические события, например, сильные землетрясения. Так, в результате землетрясения 2004 года в Индийском океане продолжительность суток уменьшилась примерно на 2,68 микросекунды. Такие изменения отмечены и могут быть измерены современными методами.
В 1967 году Международный комитет мер и весов принял фиксированную секунду, без привязки к текущей продолжительности солнечных суток на Земле. Новая секунда стала равна 9 192 631 770 периодам излучения, соответствующего переходу между двумя сверхтонкими уровнями основного состояния атома цезия-133 при отсутствии возмущения внешними полями. Согласование шкалы всемирного координированного времени UTC (основанной на равномерной шкале атомного времени) с изменяющейся продолжительностью суток производится с помощью секунды координации, добавляемой по указанию Международной службы вращения Земли. В 2020 году было зафиксировано 28 самых коротких суток за всю историю наблюдений с 1960 года. В связи с этим появились мнения учёных о возможном объявлении «отрицательной дополнительной секунды» (с 1972 по 2016 год секунды только добавлялись).
По результатам геологических исследований (2018) продолжительность суток 1,4 миллиарда лет назад составляла 18,7 часов.
В международном исследовании 2023 года был проведен статистический анализ  циклов Миланковича, данные указывает на стабилизацию продолжительности земных суток середине протерозоя между 2 и 1 млрд лет назад (в периоде известном как скучный миллиард), на протяжении всего этого времени продолжительности суток оставалась практически неизменной и составляла около 19 часов.

## «Сутки» в русских поговорках
- День да ночь — и сутки прочь, так и отваливаем[28].
- В барской работе сутками не управишься[28].
- Каждые сутки свои прибаутки.
- Два часа собирается, два часа умывается, час утирается, сутки одевается.